# Brittany Bowe
Brittany Starr Bowe (Ocala, 24 de febrero de 1988) es una deportista estadounidense que compite en patinaje de velocidad, en las modalidades sobre hielo y en línea. Es públicamente lesbiana.
Participó en tres Juegos Olímpicos de Invierno, obteniendo dos medallas, bronce en Pyeongchang 2018, en la prueba de persecución por equipos (junto con Heather Bergsma, Mia Manganello y Carlijn Schoutens), y bronce en Pekín 2022, en 1000 m, y el sexto lugar en Sochi 2014 (persecución por equipos).
Ganó trece medallas en el Campeonato Mundial de Patinaje de Velocidad sobre Hielo en Distancia Individual entre los años 2013 y 2024, y cuatro medallas en el Campeonato Mundial de Patinaje de Velocidad sobre Hielo en Distancia Corta entre los años 2015 y 2019.
Además, obtuvo once medallas en el Campeonato Mundial de Patinaje de Velocidad sobre Patines en Línea (ocho de oro, una de plata y dos de bronce).

## Palmarés internacional
| Juegos Olímpicos                           | Juegos Olímpicos            | Juegos Olímpicos  | Juegos Olímpicos        |
| Año                                        | Lugar                       | Medalla           | Prueba                  |
| ------------------------------------------ | --------------------------- | ----------------- | ----------------------- |
| 2018                                       | Pyeongchang (Corea del Sur) | Medalla de bronce | Persecución por equipos |
| 2022                                       | Pekín (China)               | Medalla de bronce | 1000 m                  |
| Campeonato Mundial en Distancia Individual |                             |                   |                         |
| Año                                        | Lugar                       | Medalla           | Prueba                  |
| 2013                                       | Sochi (Rusia)               | Medalla de bronce | 1000 m                  |
| 2015                                       | Heerenveen (Países Bajos)   | Medalla de oro    | 1000 m                  |
| 2015                                       | Heerenveen (Países Bajos)   | Medalla de oro    | 1500 m                  |
| 2015                                       | Heerenveen (Países Bajos)   | Medalla de plata  | 500 m                   |
| 2016                                       | Kolomna (Rusia)             | Medalla de plata  | 500 m                   |
| 2016                                       | Kolomna (Rusia)             | Medalla de bronce | 1000 m                  |
| 2016                                       | Kolomna (Rusia)             | Medalla de bronce | 1500 m                  |
| 2019                                       | Inzell (Alemania)           | Medalla de oro    | 1000 m                  |
| 2019                                       | Inzell (Alemania)           | Medalla de bronce | 1500 m                  |
| 2021                                       | Heerenveen (Países Bajos)   | Medalla de oro    | 1000 m                  |
| 2021                                       | Heerenveen (Países Bajos)   | Medalla de plata  | 1500 m                  |
| 2023                                       | Heerenveen (Países Bajos)   | Medalla de bronce | Persecución por equipos |
| 2024                                       | Calgary (Canadá)            | Medalla de plata  | Velocidad por equipos   |
| Campeonato Mundial en Distancia Corta      |                             |                   |                         |
| Año                                        | Lugar                       | Medalla           | Prueba                  |
| 2015                                       | Astaná (Kazajistán)         | Medalla de oro    | Clasificación general   |
| 2016                                       | Seúl (Corea del Sur)        | Medalla de oro    | Clasificación general   |
| 2018                                       | Changchun (China)           | Medalla de plata  | Clasificación general   |
| 2019                                       | Heerenveen (Países Bajos)   | Medalla de bronce | Clasificación general   |